# جرج اشمور
جرج اشمور (به انگلیسی: George Ashmore) بازیکن فوتبال زادهٔ ۵ مه ۱۸۹۸ اهل انگلستان بود که سابقهٔ بازی در تیم ملی فوتبال انگلستان را در کارنامهٔ خود دارد. وی در تاریخ ۲۴ مه ۱۹۲۶ تنها بازی ملی خود را در مقابل تیم ملی فوتبال بلژیک انجام داد.